# نيل سكالي
نيل سكالي (بالإنجليزية: Neil Scally)‏ هو لاعب كرة قدم بريطاني في مركز الوسط، ولد في 14 أغسطس 1978 في بيزلي في المملكة المتحدة. لعب مع كوين أوف ساوث ونادي آير يونايتد ونادي دمبرتون ونادي فالكيرك.

## وصلات خارجية
- نيل سكالي على موقع قاعدة بيانات كرة القدم.إي يو (الإنجليزية)
- نيل سكالي على موقع Soccerbase.com (لاعب) (الإنجليزية)